# Heinrich Aldegrever
Heinrich Aldegrever (Paderborn, 1502 – Soest, 1560 circa) è stato un pittore, orafo e incisore tedesco, celebre ornatista famoso anche le sue incisioni raffiguranti ritratti e argomenti religiosi e mitologici.

## Biografia
Heinrich Aldegrever nacque a Paderborn in Vestfalia nel 1502 da Hermann Trippenmeker, detto Aldegrever. In gioventù visse probabilmente a Norimberga, ma prima del 1527 risulta cittadino di Soest, dove morì intorno al 1560.
Aldegrever si distinse specialmente come incisore in rame, e in particolar modo si dedicò al genere ornamentale, tanto da essere considerato uno dei più celebri ornatisti tedeschi del XVI secolo.
Aldegrever incise anche i ritratti di Melantone e di Lutero dipinti da Lucas Cranach. Si ispirò alla Danza macabra di Hans Holbein per una serie di incisioni sullo stesso soggetto (1541).